# Reichenbach (powiat Cham)
Reichenbach – miejscowość i gmina w Niemczech, w kraju związkowym Bawaria, w rejencji Górny Palatynat, w regionie Ratyzbona, w powiecie Cham, wchodzi w skład wspólnoty administracyjnej Walderbach. Leży w Lesie Bawarskim, około 33 km na południowy zachód od Cham, nad rzeką Regen.
1 listopada 2013 do gminy przyłączono 0,82 km² pochodzące z dzień wcześniej rozwiązanego obszaru wolnego administracyjnie Einsiedler und Walderbacher Forst w powiecie Schwandorf.

## Dzielnice
W skład gminy wchodzą następujące dzielnice: 
- Reichenbach
- Kienleiten
- Heimhof
- Windhof
- Kaltenbach
- Hochgart
- Linden

## Zabytki i atrakcje
- klasztor Reichenbach